# Stil (Einheit)
Der Stil war ein Gewichtsmaß in Schirwan (heute ein historisches Gebiet von Aserbaidschan), einer russischen Provinz, die bis 1812 persisch war.
Das Maß hatte mindestens drei verschiedene Werte. Je nach Anwendung, wie Meidan-Gewicht, Misan-Gewicht oder das Gewicht im Handel mit dem Herrscherhaus unterschied sich das Maß doch beachtlich. Der Miskal, der mit dem Stil ins Verhältnis gestellt wurde, war das Gold- und Silbergewicht und 4,68013 Gramm ist in Ansatz zu bringen.
Nach dem Meidan-Gewicht, dem gewöhnlichen war
- 1 Stil = 72 11/12 Miskal = 72 Miskal plus 22 Nuchut = 80 Solotnik = 5/6 Pfund (russ.)/Funti = 341,26 Gramm
- 24 Stil = 1 Batman (Meidan) = 1750 Miskal

Nach dem Misan-Gewicht, dem Gewicht für den Kleinhandel, war
- 1 Stil = 36 17/24 Miskal = 36 Miskal plus 11 Nuchut = 40 Solotnik ? 5/12 Pfund (russ.)/Funti = 170,63 Gramm
- 24 Stil = 1 Batman (Misan) = 875 Miskal

Im Handel mit dem Herrscherhaus, hier besonders bei der Ware Seide, war
- 1 Stil = 45 15/128 Miskal = 49 ½ Solotnik = 33/64 Pfund (russ.)/Funti = 211,154 Gramm
- 48 Stil = 1 Batman = 2165 ⅝ Miskal = 24 ¾ Pfund (russ.)/Funti = 10,13541 Kilogramm

Der Stil war hier das Seidengewicht.
In Nucha, Nukha (russisch Нуха) – der ehemalige Name der Stadt Şəki war der Stil abweichend.
- 1 Stil = 0,34902 Kilogramm
- 48 Stil = 1 Batman = 40,909 Pfund (russ.)/Funti = 16,7527456 Kilogramm

Die regionalen verschiedenen Batmans, immer 48 Stil, stand im Verhältnis
- 35 Misan-Batman = 21 Meidan-Batman = 45 Sakat-Batman

In Schemacha, dem heutigen Şamaxı (Rayon) waren
- 1 Stil = 0,34126 Kilogramm
- 24 Stil = 1 Batman (Meidan-Gewicht) = 20 Pfund (russ.)/Funti = 8,190231 Kilogramm
- 1/2 Batman (Misan-Gewicht) = 1 Batman (Meidan-Gewicht) für Flüssigkeiten